# Agulo
Agulo là một đô thị trong tỉnh Santa Cruz de Tenerife, cộng đồng tự trị quần đảo Canary Tây Ban Nha. Đô thị này có diện tích là 25,39 ki-lô-mét vuông, dân số năm 2009 là 1200 người với mật độ 47,26 người/km². Đô thị này có cự ly km so với tỉnh lỵ Santa Cruz de Tenerife.